# Епархия Мурумбе
Епархия Мурумбе (лат. Dioecesis Morombensis) — епархия Римско-Католической церкви с центром в городе Мурумбе, Мадагаскар. Епархия Мурумбе входит в митрополию Тулиары.

## История
25 апреля 1960 года Римский папа Иоанн XXIII выпустил буллу Africae gentes, которой учредил епархию Мурумбе, выделив её из епархии Мурундавы. В этот же день епархия Мурумбе вошла в митрополию Фианаранцуа.
3 декабря 2003 года епархия Мурундавы вошла в митрополию Тулиары.

## Ординарии епархии
- епископ Джозеф Циммерманн (28 мая 1960 — 4 декабря 1988);
- епископ Альвин Альберт Хафнер (15 мая 1989 — 15 июля 2000);
- епископ Зыгмунт Робашкевич (24 апреля 2001 — настоящее время).

## Источник
- Annuario Pontificio, Ватикан, 2007
- Булла Africae gentes, AAS 53 (1961), стр. 18 (лат.)